# Dekanat Nördlingen

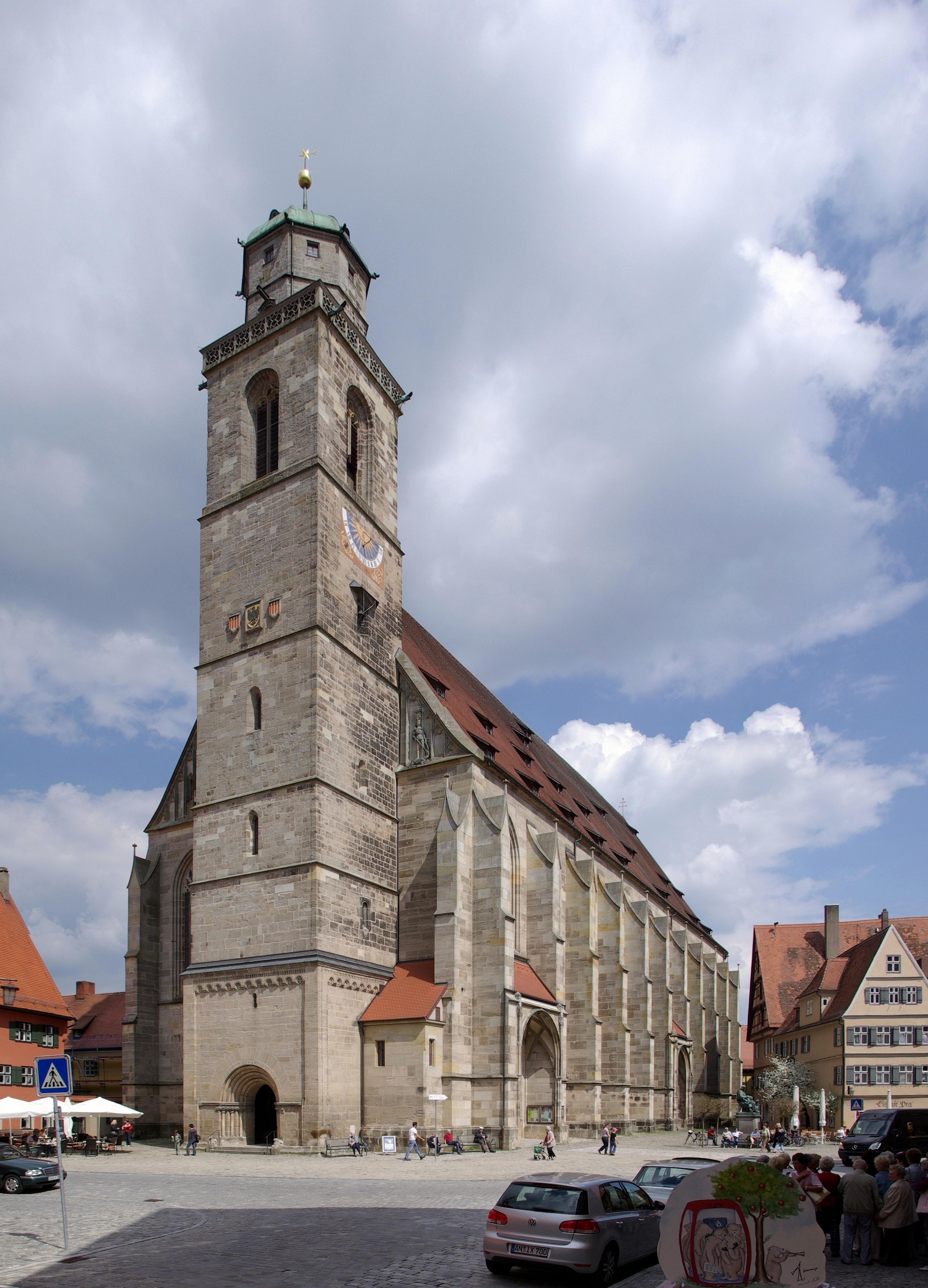
Pfarrkirche St. Georg Dinkelsbühl

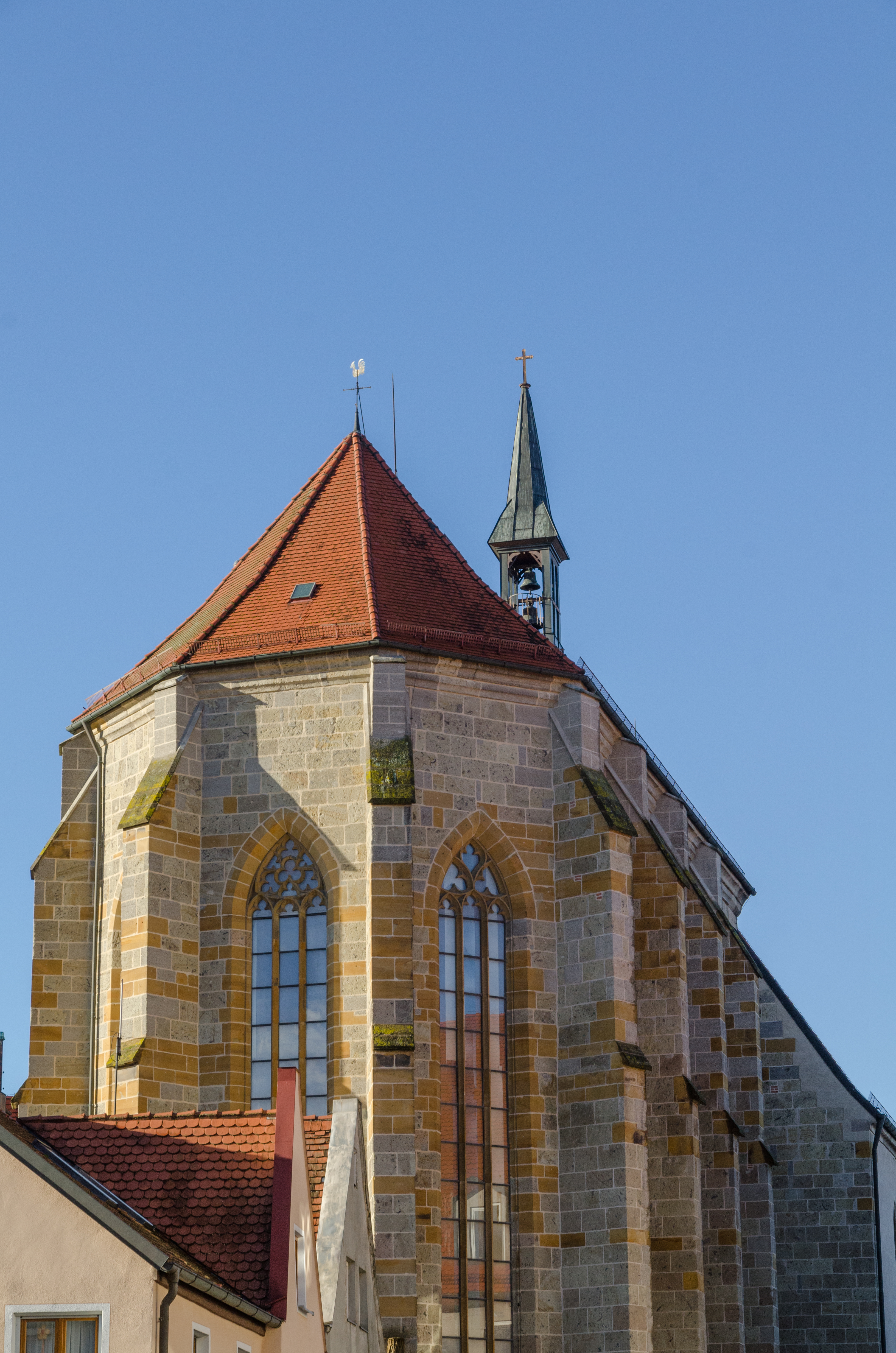
Pfarrkirche St. Salvator Nördlingen

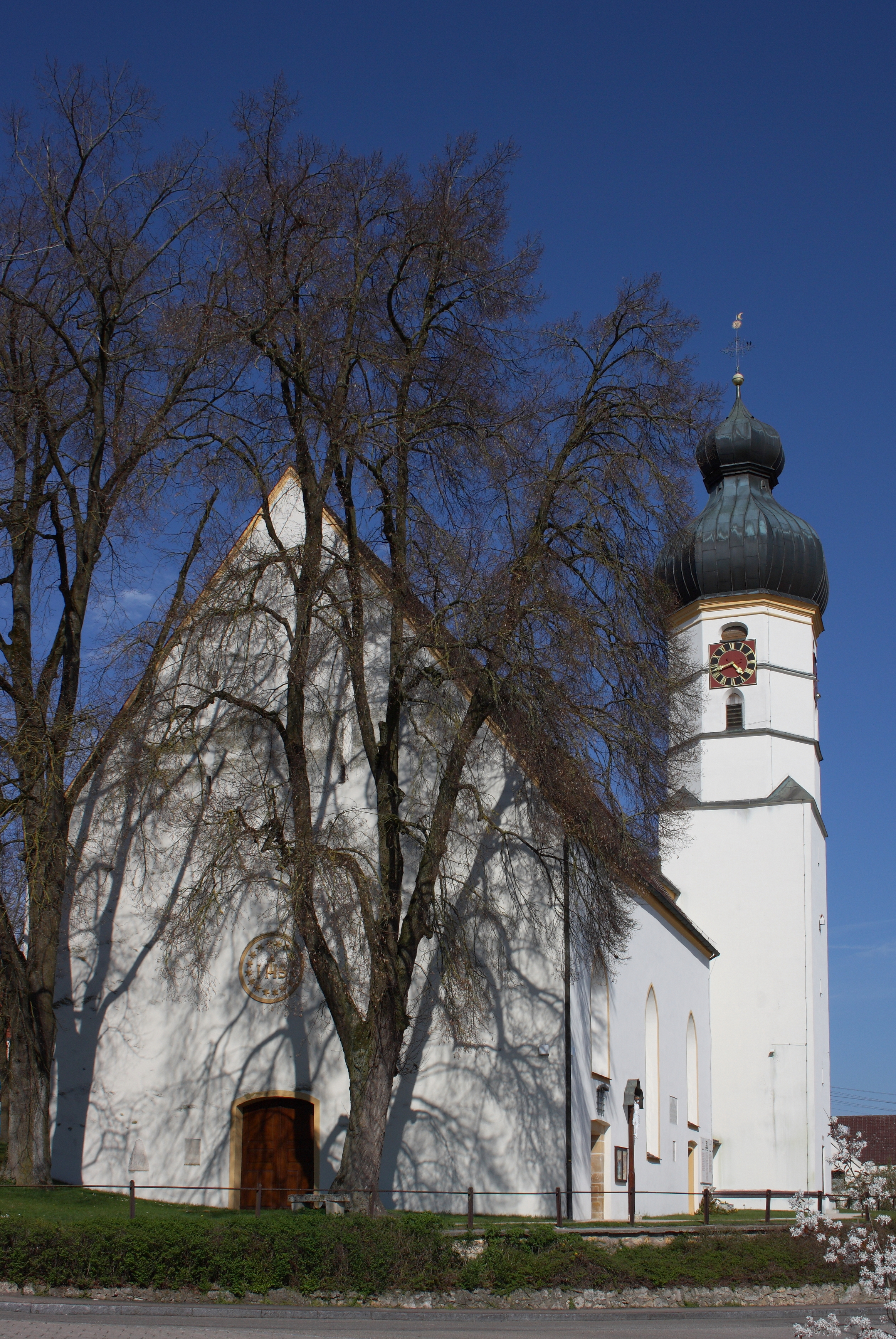
Pfarrkirche Maria Himmelfahrt Hochaltingen

Das Dekanat Nördlingen ist eines von 23 Dekanaten des römisch-katholischen Bistums Augsburg.
Das Dekanat entstand im Zuge der Bistumsreform vom 1. Dezember 2012. Der Sitz ist in Wallerstein. Sein Gebiet umfasst den südwestlichen Teil des Landkreises Ansbach und den nördlichen Teil des Landkreises Donau-Ries.

## Gliederung
- Dinkelsbühl

Dinkelsbühl „St. Georg“,
Schopfloch „Hl. Abendmahl“;
Rühlingstetten „Hlgst. Dreifaltigkeit“,
Wilburgstetten „St. Margareta“,
Villersbronn „St. Georg“;
- Feuchtwangen/Dürrwangen

Dürrwangen „Maria Immaculata“,
Wittelshofen „Hl. Kreuz“,
Feuchtwangen „St. Ulrich u. Afra“,
Schnelldorf „St. Bonifatius“,
Großohrenbronn „St. Raphael“,
Halsbach „St. Peter und Paul“;
- Fremdingen

Fremdingen „St. Gallus“,
Hausen „St. Rufus“,
Seglohe „St. Pantaleon“,
Raustetten „St. Blasius“,
Schopflohe „Hlgst. Dreifaltigkeit“,
Marktoffingen „Mariä Himmelfahrt“,
Minderoffingen „St. Laurentius“;
- Harburg (Schwaben)

Harburg „Hlgst. Herz Jesu“,
Hoppingen „Mutterschaft Marien“;
- Reimlingen

Amerdingen „St. Vitus“,
Bollstadt „St. Ulrich“,
Mönchsdeggingen „St. Martin“;
Reimlingen „St. Georg“;
- Nördlingen

Deiningen „St. Martin“,
Löpsingen „St. Pius“,
Kleinerdlingen „St. Johannes Baptist“,
Nördlingen „St. Joseph d. Arbeiter“,
Nördlingen „St. Salvator“,
Herkheim „St. Anna“,
- Oettingen

Belzheim „St. Michael“,
Ehingen (Ries) „St. Ulrich und Stephan“,
Hirschbrunn „Mariä Himmelfahrt“,
Laub “St. Margareta”,
Munningen “St. Peter und Paul”,
Oettingen “St. Sebastian”;
- Wallerstein

Hochaltingen „Mariä Himmelfahrt“
Herblingen „St. Michael“,
Birkhausen „St. Vitus“,
Maihingen „Mariä Himmelfahrt“,
Maihingen „Benefizium Klosterkirche Maihingen“,
Munzingen „St. Michael“,
Utzwingen „St. Georg“,
Wallerstein „St. Alban“;